# Psychotic Waltz
Psychotic Waltz – amerykańska grupa muzyczna wykonująca progresywny heavy metal. Powstała 1986 roku w San Diego w stanie Kalifornia w USA. Jako zespół początkowo występujący pod nazwą Aslan wydała jedno demo.
Twórczość grupy inspirowana jest muzyka lat 70. XX wieku, m.in. rockiem, psychodelą oraz thrash metalem.
W 1997 grupa zawiesiła działalność, wokalista Buddey Lackey (pseudonim Devon Graves) występuje obecnie w grupie Deadsoul Tribe.

## Muzycy

### Ostatni znany skład
- Buddy Lackey "Devon Graves" - śpiew
- Steve Cox - gitara elektryczna
- Dan Rock - gitara elektryczna
- Phil Cuttino - gitara basowa
- Norm Leggio - instrumenty perkusyjne

### Byli członkowie zespołu
- Ward Evans - gitara basowa
- Brian McAlpin - gitara elektryczna

## Dyskografia
- (1988) Psychotic Waltz (Demo)
- (1990) I Remember (SP)
- (1990) A Social Grace (LP)
- (1992) Into the Everflow (LP)
- (1994) Mosquito	(LP)
- (1996) Bleeding	(LP)
- (1999) Live And Archives (Kompilacja)
- (1999) Dark Millenium	(LP)
- (2004) A social grace + Mosquito (BOX)
- (2004) Into the everflow + Bleeding (BOX)
- (2020) The God-Shaped Void (LP)